# Pachycephala macrorhyncha
Pachycephala macrorhyncha là một loài chim trong họ Pachycephalidae.